# Kingsville (Texas)
Kingsville település az Amerikai Egyesült Államok Texas államában, Kleberg megyében, melynek megyeszékhelye is. Lakosainak száma 25 402 fő (2020. április 1.).

## Népesség
A település népességének változása:

| 2010 | 26 213 |
| 2020 | 25 402 |